# Natação no Campeonato Europeu de Esportes Aquáticos de 2012 - 4x200 m livre masculino
A prova do revezamento 4x200 metros livre masculino da natação no Campeonato Europeu de Esportes Aquáticos de 2012 ocorreu no dia 26 de maio em Debrecen na Hungria. 

## Calendário
| Fase          | Data       | Hora  |
| ------------- | ---------- | ----- |
| Eliminatórias | 26 de maio | 10:24 |
| Final         | 26 de maio | 18:48 |

Todos os horários estão no horário local (UTC+1)

## Recordes
Antes desta competição, os recordes eram os seguintes:
| Recorde mundial       | Estados Unidos | 6:58.55 | Roma      | 31 de julho de 2009  |
| Recorde europeu       | Rússia         | 6:59.15 | Roma      | 31 de julho de 2009  |
| Recorde do campeonato | Rússia         | 7:06.71 | Budapeste | 14 de agosto de 2010 |

## Medalhistas
| Ouro                                                                          | Prata                                                                           | Bronze                                                           |
| Alemanha · Paul Biedermann · Dimitri Colupaev · Clemens Rapp · Tim Wallburger | Itália · Gianluca Maglia · Riccardo Maestri · Samuel Pizzetti · Filippo Magnini | Hungria · Dominik Kozma · Gergő Kis · Péter Bernek · László Cseh |

## Resultados

### Eliminatórias
Esses foram os resultados das eliminatórias. 
| Pos. | Bateria | Raia | Nadadores                                                              | Nacionalidade | Tempo   | Notas |
| ---- | ------- | ---- | ---------------------------------------------------------------------- | ------------- | ------- | ----- |
| 1    | 2       | 7    | Alex Di Giorgio Marco Belotti Gianluca Maglia Samuel Pizzetti          | Itália        | 7:15.67 | Q     |
| 2    | 1       | 5    | Tim Wallburger Dimitri Colupaev Clemens Rapp Paul Biedermann           | Alemanha      | 7:15.77 | Q     |
| 3    | 1       | 2    | Dominik Kozma Gergő Kis Péter Bernek László Cseh                       | Hungria       | 7:18.84 | Q     |
| 4    | 2       | 6    | Yoris Grandjean Glenn Surgeloose Louis Croenen Pieter Timmers          | Bélgica       | 7:19.48 | Q     |
| 5    | 1       | 4    | Stefan Šorak Dorde Marković Velimir Stjepanović Radovan Siljevski      | Sérvia        | 7:19.91 | Q, '  |
| 6    | 2       | 4    | Pavel Medvetskiy Alexander Selin Evgeny Kulikov Viacheslav Andrusenko  | Rússia        | 7:22.44 | Q     |
| 7    | 2       | 2    | David Karasek Dominik Meichtry Alexandre Liess Jean-Baptiste Febo      | Suíça         | 7:22.48 | Q     |
| 8    | 1       | 3    | David Brandl Christian Scherübl Markus Rogan Dinko Jukić               | Áustria       | 7:23.75 | Q     |
| 9    | 2       | 3    | Tiago Venâncio Diogo Carvalho Luis Emanuel Vaz Mario Alexandre Pereira | Portugal      | 7:24.22 |       |
| 10   | 1       | 6    | Michal Poprawa Radoslaw Bor Filip Bujoczek Pawel Werner                | Polónia       | 7:24.93 |       |
| 11   | 1       | 7    | Tomas Havránek Martin Verner Květoslav Svoboda Jan Sefl                | Chéquia       | 7:27.47 |       |
| 12   | 2       | 5    | Gard Kvale Marco Aldabe-Bomstad Ole Martin Ree Sindri Thor Jakobsson   | Noruega       | 7:33.64 |       |

### Final
Esse foi o resultado da final. 
| Pos.              | Raia | Nadadores                                                             | Nacionalidade | Tempo   | Notas            |
| ----------------- | ---- | --------------------------------------------------------------------- | ------------- | ------- | ---------------- |
| Medalha de ouro   | 5    | Paul Biedermann Dimitri Colupaev Clemens Rapp Tim Wallburger          | Alemanha      | 7:09.17 |                  |
| Medalha de prata  | 4    | Gianluca Maglia Riccardo Maestri Samuel Pizzetti Filippo Magnini      | Itália        | 7:13.10 |                  |
| Medalha de bronze | 3    | Dominik Kozma Gergő Kis Péter Bernek László Cseh                      | Hungria       | 7:13.60 |                  |
| 4                 | 6    | Dieter Dekoninck Glenn Surgeloose Louis Croenen Pieter Timmers        | Bélgica       | 7:15.58 | Recorde nacional |
| 5                 | 8    | David Brandl Markus Rogan Christian Scherübl Dinko Jukić              | Áustria       | 7:19.32 |                  |
| 6                 | 7    | Viacheslav Andrusenko Pavel Medvetskiy Alexander Selin Evgeny Kulikov | Rússia        | 7:19.45 |                  |
| 7                 | 2    | Dorde Marković Stefan Šorak Velimir Stjepanović Radovan Siljevski     | Sérvia        | 7:20.20 |                  |
| 8                 | 1    | David Karasek Dominik Meichtry Alexandre Liess Jean-Baptiste Febo     | Suíça         | 7:22.30 | Recorde nacional |

Legenda
| Recorde mundial       | Recorde mundial (World record)               |                       | Recorde africano                      | Recorde africano (African) |                                           | Q | Classificado por posição (Qualified) |
| Recorde do campeonato | Recorde do campeonato (Championship record)  | Recorde da América    | Recorde da América (Americas)         | q                          | Classificado por melhor tempo (Qualified) |   |                                      |
| Melhor marca do ano   | Melhor marca do ano (World leading)          | Recorde asiático      | Recorde asiático (Asian)              | DNS                        | Não largou (Did not start)                |   |                                      |
| Recorde nacional      | Recorde nacional (National record)           | Recorde europeu       | Recorde europeu (European)            | DNF                        | Não terminou (Did not finish)             |   |                                      |
| Recorde pessoal       | Recorde pessoal do atleta (Personal best)    | Recorde da Oceania    | Recorde da Oceania (Oceania)          | DSQ / DQ                   | Desclassificado (Disqualified)            |   |                                      |
| Recorde da temporada  | Recorde da temporada do atleta (Season best) | Recorde sul-americano | Recorde sul-americano (South America) | NM                         | Sem marca (No mark)                       |   |                                      |